# Джасинда Ардерн
Джасинда Кейт Лорел Ардерн (на английски: Jacinda Kate Laurell Ardern; род. 26 юли 1980 г.) е новозеландски политик, лидер на Лейбъристката партия. Министър-председател на Нова Зеландия от 26 октомври 2017 до 25 януари 2023 г.
За първи път е избрана в парламента по партиен списък на парламентарните избори през 2008 г. и представлява окръг Маунт Албърт от 8 март 2017 г.
На парламентарните избори в Нова Зеландия на 23 септември 2017 г. Лейбъристката партия начело с Ардерн получава 46 места, увеличавайки своето представителство с 14 депутати, но отстъпвайки пред Националната партия начело с Бил Инглиш, която има 56 мандата. Обаче партията NZ First заявява, че е готова да образува управляваща коалиция с лейбъристите. Така, на 26 октомври Ардерн е назначена на поста министър-председател на Нова Зеландия.

## Биография
Родена е в семейството на полицейски служител. Баща ѝ е с мормонско вероизповедание. През 2005 г. Джасинда скъсва с църквата заради противоречията между мормонската позиция и нейните лични възгледи (по-специално подкрепата ѝ за гей движението), и днес се самоопределя като агностик.
В политиката се включва под влияние на леля си, отдавнашна привърженичка на лейбъристите, и рано става член на Лейбъристката партия. След като завършва университета Уаикато (на английски: University of Waikato; на маорски: Te Whare Wānanga o Waikato) през 2001 г. с диплома на бакалавър в областта на политическите комуникации, Ардерн започва кариерата си като изследовател в щаба на члена на новозеландския парламент Фил Гоф, а след това – в канцеларията на новозеландския министър-председател Хелен Кларк. По-късно тя работи във Великобритания като политически съветник на министър-председателя Тони Блеър (въпреки че впоследствие подчертава, че е постъпила на тази работа от безизходица).
През 2008 г. е избрана за президент на Международния съюз на социалистическата младеж. На тази длъжност посещава различни страни, включително Алжир, Йордания, Израел и Китай. Паралелно започва депутатска дейност. През 2017 г. е избрана единодушно за заместник на лидера на Лейбъристката партия след оставката на Анет Кинг.
В преддверието на парламентарните избори Ардерн оглавява партията. Въпреки отправените към нея агресивни лични нападки, често носещи оттенък на гендерна дискриминация, тя провежда динамична предизборна кампания. Под нейно ръководство Лейбъристката партия даже за пръв път от дванадесет години в допитванията изпреварва своя традиционен съперник – Националната партия (рейтингът се покачва от 23% до 43%). Журналистите започват да говорят за ефекта „джасиндамания“, когато още за първите 10 дни от ръководството на Ардерн Лейбъристката партия успява да събере допълнителни дарения на сума около $500 000 за избирателната кампания, към която се присъединяват 3500 доброволци.
На общите парламентарни избори на 23 септември 2017 г. Лейбъристката партия получава 46 места, увеличавайки своето представителство с 14 депутати, но отстъпва на НП начело с Бил Инглиш, която има 56 мандата.
През октомври 2017 г., на възраст 37 години, тя става най-младата жена в света, която заема поста на глава на правителство. Ардерн става третата в историята жена, станала премиер-министър на Нова Зеландия, след Джени Шипли (1997 – 1999) и Хелен Кларк (1999 – 2008).

## Възгледи
В идеологическо отношение Ардерн описва себе си като социалдемократ, прогресивистка, феминистка (за свой политически кумир назовава Хелен Кларк) и привърженик на републиканската форма на управление (през септември 2017 г. заявява, че желае да проведе дебати за отстраняване на монарха на Нова Зеландия в качеството му на държавен глава (от 1952 г. монарх на Нова Зеландия е кралица Елизабет II).
Като привърженик на работническото движение и на Държавата на всеобщото благоденствие, тя е против намаляването на данъците на лицата с високи доходи и демонтажа на системата за социално осигуряване, прокламирани от Националната партия. Сред нейните приоритети е намаляване на бедността, строителство на социални жилища за 100 хил. семейства и забрана да се купуват недвижими имоти от чужди офшорни компании. Поддържа еднополовите бракове (гласува за законопроекта за равенство на браковете през 2013 г.) и либерализацията на законодателството по въпросите за абортите. Застъпва се за ниско ниво на имиграцията в Нова Зеландия при едновременно увеличение на приема на бежанци. За борба с глобалното затопляне се стреми по законодателен път да подкрепи мерките, водещи до намаляване изхвърлянето на парникови газове.

## Личен живот
Брачен партньор на Джасинда е Кларк Гейфорд, телевизионен водещ. В края на януари 2018 г. Ардерн обявява, че е бременна и чака дете през юни. На 21 юни 2018 г. се ражда дъщеря им. Андерн си взема шест седмици отпуск по майчинство, до 2 август 2018 г. Наричат момичето Нив Те Ароха. Нив е английска форма на ирландското име Niamh, което означава „ярка“; Ароха на майорски е „любов“, а Те Ароха е планина в района на Каимаи, близо до родния град на Ардерн.